# Julius Schulman
Julius Schulman (* 1. Oktober 1915 in New York; † 9. September 2000 in Culver City) war ein US-amerikanischer Violinist, der in mehreren großen amerikanischen Orchestern spielte.

## Leben und Werk
Julius Schulman wurde am 1. Oktober 1915 in New York als fünftes Kind der jüdisch-russischen Immigranten Abraham und Anna Schulman geboren. Im Alter von fünf Jahren begann er bei Jacques Malkin am Malkin-Konservatorium in Manhattan Geige zu studieren. Er setzte sein Studium an der Juilliard School und später am Curtis Institute of Music in Philadelphia fort, wo Efrem Zimbalist sein Lehrer war. Während seines Studiums am Curtis Institut konzertierte er häufig mit dem All-American-Youth-Orchestra unter der Leitung von Leopold Stokowski.
Nach seinem Studienabschluss 1937 trat Julius Schulman dem Philadelphia Orchestra bei. 1944 wurde er stellvertretender Konzertmeister des Pittsburgh Symphony Orchestra unter Fritz Reiner. Julius Schulman trat regelmäßig als Orchestersolist auf und gab in den 1940er Jahren mehrere Konzerte in der New-Yorker Town-Hall. Er schlug allerdings mehrfach eine ausschließliche Karriere als Konzertsolist zugunsten des sicheren Orchesterjobs aus. Er kehrte 1947 nach New York zurück und wurde Konzertmeister des WOR Mutual Network Symphony Orchestra. Er war häufig als Solist der landesweit ausgestrahlten Konzerte dieses Orchesters zu hören. Er engagierte sich für zwei Spielzeiten als Konzertmeister des New Orleans Symphony Orchestra und kehrte dann wieder als Konzertmeister der Little Orchestra Society nach New York zurück. Nach einer Tournee durch Europa, den Nahen Osten und die Sowjetunion mit dem New York Philharmonic trat Julius Schulman 1960 dem Boston Symphony Orchestra bei, wo er bis 1970 blieb. Von 1970 bis 1975 wirkte er dann als stellvertretender Konzertmeister des Metropolitan Opera Orchestra. Von 1975 bis zu seiner Pensionierung 1990 war er Konzertmeister des San Antonio Orchestra.
1997 ließ sich Julius Schulman mit seiner Frau Betty in Culver City in Kalifornien nieder. Hier starb am 9. September 2000 im Alter von 84 Jahren im Krankenhaus an Herzversagen in Folge einer diabetesbedingten Lungenentzündung.